# Guijosa (Soria)
Guijosa es una localidad de la provincia de Soria, partido judicial de El Burgo de Osma,  Comunidad Autónoma de Castilla y León, España. Pueblo de la comarca Tierras del Burgo  que pertenece al municipio de  Espeja de San Marcelino. 
Desde el punto de vista jerárquico de la Iglesia católica forma parte de la diócesis de Osma la cual, a su vez, pertenece a la archidiócesis de Burgos.

## Geografía
Situada en la parte septentrional de la provincia de Soria, limitando con la provincia de Burgos. Pertenece a la comarca denominada Pinares, que tanto por sus paisajes, como por sus tradiciones es una de las más características de la provincia, aunque se puede decir que está enclavada en una zona de transición entre la comarca de Pinares y de la Ribera. Enclavada en la rivera del río Pilde, a pocos kilómetros después de su nacimiento en el cercano paraje de Costalago y una vez pasado por el precioso paraje del Edigo.  

## Historia
En el censo de 1879, ordenado por el conde de Floridablanca,  figuraba incluido en la villa cabecera de la Jurisdicción de Espeja en el Partido de Tierra de Roa, Intendencia de Burgos,  con jurisdicción de señorío y bajo la autoridad del Regidor, nombrado por el duque de Veragua.
A la caída del Antiguo Régimen la localidad se constituye en municipio constitucional, conocido, que el censo de 1842 figura como  Espeja y el Convento de Espeja en la región de Castilla la Vieja, partido de El Burgo de Osma, contaba con 159 hogares y 642 vecinos.

## Demografía
En el año 1981 contaba con 98 habitantes, concentrados en el núcleo principal, pasando a 66 en  2011, 38 varones y 28 mujeres.
| Gráfica de evolución demográfica de Guijosa (Soria) entre 2000 y 2011                            |
|                                                                                                  |
| Población de derecho (2000-2011) según los censos de población del INE a 1 de enero de cada año. |

## Economía
Su régimen de vida, agrícola-ganadero, es similar a la de otros pueblos de esta zona de la provincia.

## Cultura

### Monasterio de San Jerónimo de Guijosa
Fue fundado por el cardenal y obispo de Osma Pedro de Frías en 1402 en las cercanías de las canteras de jaspe de Espejón.
En 1525 el monasterio pasa al patronato de la casa de Avellaneda. Diego de Avellaneda, obispo de Tuy, compró los altares laterales del crucero de la iglesia para construir en ellos el sepulcro de sus padres, Diego de Avellaneda e Isabel de Proaño, y el suyo propio y construyó un palacio de retiro para él y su familia anexo al presbiterio de la iglesia.
En San Jerónimo existía un importante escriptorio de cantorales que abasteció de estos libros durante los siglos XVI y XVII a muchas iglesias y conventos de la provincia.
Según las descripciones de José de Sigüenza y Pascual Madoz, tenía dos claustros: uno para los monjes o procesional de estilo herreriano y otro para la hospedería, ambos eran de doble arquería. El edificio contaba, además de las celdas de los monjes, con graneros, corrales y una huerta cerrada.
El monasterio fue empleado como hospital durante la Guerra de la Independencia conservando la comunidad jerónima hasta la desamortización de 1835.
Hacia 1855 las dependencias monásticas estaban en absoluta ruina pero la iglesia se mantuvo en buen estado hasta 1939.
Tras la guerra civil española, fue demolida, conservándose en la actualidad, tan solo, el muro oeste que cerraba la parte del coro y parte de la cerca que rodeaba las dependencias monásticas.
En 1932 el sepulcro renacentista de Diego de Avellaneda pasó al Museo Nacional de Escultura de Valladolid, el resto está perdido salvo la piedra de cierre de un tercer sepulcro donde se enterró Lope de Avellaneda a mediados del siglo XVI. El expolio de este monasterio, tras la desamortización, fue muy grande ya que de los dos claustros no se conserva nada, como también ha desaparecido todo rastro de las dependencias, la hospedería y el palacio adosado al presbiterio.

## Gastronomía
Los platos más característicos de la zona son las patatas desechas, las patatas "a lo pobre" y el cordero asado.

## Fiestas
- Fiesta del Veraneante: 15 y 16 de agosto.
- Fiesta en honor a la Virgen de la Natividad: Actualmente se festejan el fin de semana más próximo al 8 de septiembre .